# Kanryo Higaonna
Kanryo Higaonna (東恩納 寛量, Higashionna Kanryō) foi um grande mestre de Okinawa-te, do estilo naha-te, que ajudou a sedimentar. Nasceu em Naha, Oquinaua, a 10 de Março de 1853, vido a falecer no mês de outubro de 1916). Sensei Higaonna foi professor de artes marciais de vários alunos notáveis, dentre eles, Kenwa Mabuni, o fundador do estilo shito-ryu. Ele também tinha um discípulo pessoal, Chojun Miyagi, fundador do Goju-ryu.

## Biografia
O mestre Higashionna ele veio de uma família de classe baixa. O rapaz tinha personalidade quieta e comportamento modesto. Media aproximadamente 1,75 de altura. E se tornou interessado das modalidades de luta chinesas porque trabalhava (ou seu pai) a exportar e importar produtos, fazendo muitas viagens, o que lhe oportunizava travar contactos com diversos praticantes.
Quando Higaonna tinha entre quize e dezasseis anos, foi cassado estipêndio real da família e teve de confiar inteiramente em seus negócios de lenha. Por essa época, aproximadamente, ele empreendeu viagem até a cidade de Fuchou, na província de Fujian, no sul da China, conheceu o mestre Ryu Ryu Ko, de kempo de Shaolin, com quem treinou por algum tempo o estilo do sul chinês, tornando-se o aluno protegido uchi deshi. Noutra vez, em 1872, treinou com Wayshinzan e Liewliuko, permanecendo com eles por mais de dez anos e se tornou principal aluno e, eventualmente, mestre da escola. Em China, seu tempo de estada foi de quatorze ou quinze anos.
Retornando a Oquinaua, por volta de 1883, mestre Higaonna sistematizou o estilo que passou a ensinar, que ainda formalmente naha-te, pero já era uma compilação das técnicas que tinha aprendido na China com as próprias de Naha e imediações. Introduziu a utilização de vários objetos nos treinos.
No ano de 1890, em Nishi Machi, onde morava, sua residência vinha servindo ainda como dojô, que foi chamado de shorei-ryu. Ele era conhecido pela alcunha de Kensei, ou "punhos sagrados", e era reconhecido pelas técnicas ligeiras de deslocamento, tai sabaki e chutes rasos. Sua fama espalhou-se e calhou de o mestre tornar-se instrutor da família real.
Em 1905, Higaonna começou a ensinar seu caratê, seus exercícios de condicionamento físico e valores morais e filosóficos, na escola pública de Naha. O mestre cria que a verdadeira finalidade das artes marciais, do artista marcial, era de servir à sociedade e jamais magoar outrem.
Em 1915, o grande mestre Kanryo Higaonna faleceu, com apenas 63 anos de idade. Segundo umas fontes, em outubro; segundo outras, dezembro.